# Rotrude van Trier
Rotrude van Trier (afwisselend gespeld als Chrotrude, Chrotrud, Rotrude, Chotrude, Chrotude, Chrotrudis, op zijn Frans ook bekend als Rotrou de Trèves) (Austrasië, ca. 690 - ?, 724), mogelijk de dochter van de heilige Liutwin, rond 700 bisschop van Trier, was de eerste vrouw van Karel Martel en zodoende ook (lineair) de grootmoeder van Karel de Grote.
Rotrude trad rond het jaar 709 in het huwelijk met Karel Martel, een onwettige zoon van Pepijn van Herstal, met wie ze vijf kinderen kreeg:
- Carloman (Austrasië, 713 - Vienne, 4 december 755), hofmeier
- Pepijn de Korte (Jupille-sur-Meuse, 714[2] - Saint-Denis, 24 september 768[3])
- Hiltrude (rond 716 (?) - 754), trouwde rond 740 met Odilo I, Hertog van Beieren
- Landrada (Landres), getrouwd met Sigrand, de Graaf van Hesbania (de Latijnse naam voor de Haspengouw)
- Auda, Aldana, of Alane, getrouwd met Diederik IV, graaf van Autun en Toulouse

## Voetnoten
1. ↑  Het is lang niet zeker dat zij inderdaad de dochter was van St. Liutwin, bisschop van Trier.
2. ↑  Zijn geboortejaar is gebaseerd op de vermelding dat hij 54 jaar oud was toen hij in 768 stierf (P. Fouracre, The age of Charles Martel, Harlow - New York, 2000, p. 56): "Anno ab incamatione domini DCCLXVIII Pippinus vir illuster VIII. Kal. Octobris feliciter rebus humanis excessit, anno etatis suae LIIII" (Annales Necrologici Prumienses, in O. Holder-Egger (ed.), Monumenta Germaniae Historica, Scriptores, XIII, Hannover, 1881, p. 219).
3. ↑  Annales Necrologici Prumienses, in O. Holder-Egger (ed.), Monumenta Germaniae Historica, Scriptores, XIII, Hannover, 1881, p. 219, A. Molinier (ed.), Obituaires de la province de Sens, I.1, Parijs, 1902, p. 327 (Abbaye de Saint-Denis), A. Longnon, Notice sur le plus ancien obituaire de l’abbaye de Saint-Germain des Prés, in Notices et documents publiés pour la société de l’histoire de France, Parijs, 1884, p. 23, Annales Mettenses 768, in G.H. Pertz (ed.), Monumenta Germaniae Historica, Scriptores, I, Hannover, 1826, p. 335.

## Boeken
- (en)  The Royal Ancestry Bible Royal Ancestors of 300 Colonial American Families by Michel L. Call (chart 2001 & 2059) ISBN 1-933194-22-7